# Еверетт Роджерс
Еверетт М. Роджерс (англ. Everett M. "Ev" Rogers; 6 березня 1931 — 21 жовтня 2004) — професор факультету комунікації та журналістики Університету штату Нью-Мексико. Винайшов та розвинув теорію «дифузії інновацій». Викладав та досліджував профілактику керування автомобілем у нетверезому стані, життєздатність інновацій у сфері охорони здоров'я, подолання цифрового бар'єру в Нью-Мексико. Науковець викладав майже у 10 університетах світу, декількома з них були Стенфордський університет, Південнокаліфорнійський університет та Мічиганський університет.

## Освіта та робота
Народився Еверетт М. Роджерс в Керролі, штат Айова. Саме тоді він зацікавився поширенням агроінновацій. Перші кроки дослідження дифузії інновацій було зроблені, спостерігаючи за фермерами у окрузі рідному краї науковця. Його фермери-земляки на кільки років відставали від інших фермерів, бо не запроваджували вчасно нові. Окрім економічних проблем, які змушували тамтешніх фермерів вагатися щодо впровадження нових систем були ще й інші чинники.
У 1952 році Еверетт М. Роджерс закінчив Університет штату Айова зі ступенем бакалавра за спеціальністю «сільське господарство». Після цього служив офіцером повітряних сил під час Корейської війни, тоді ж навчався проводити прикладні соціологічні дослідження. Після звільнення з війська він повертається до Айови, аби вступити до магістратури на ту саму спеціальність. Він прагнув вивчати дифузію агроінновацій. У той час Університет штату Айова став одним із центрів дослідження дифузії завдяки Брайсу Раяну та Нілу Гросу, які вивчили поширення насіння гібридної кукурудзи. Через тиждень демобілізації з військово-повітряних сил Еверетт М. Роджерс став учасником семінару про дифузію інновацій, що його вів Дж. Біл. Незабаром після ознайомлення із публікацією Б. Раяна та Н. Гроса (1943), у якій ішлося про насіння гібридної кукурудзи у двох місцевостях штату Айова, науковець розпочав опитування частини фермерів селища Коллінз, цікавлячись, чи впровадили вони гербіцидний спрей 2,4-Д та інші агроінновації. У1954 сталась подія, яка підштовхнула науковця до роздумів про інновації. Це був виступ професорів Джорджа Біла та Джо Болена перед агрослужбою штату Айова на тему дифузії агроінновацій. Важливими ідеями для узагальнення моделі дифузії інновацій стали:
1. Джерела чи канали передавання інформації на різних етапах приймання індивідуального рішення щодо інновацій.
2. Характеристики фермерів, які впровадили інновації на відносно ранніх етапах процесу поширення, і тих, які прийняли їх порівняно пізно.

Темою його докторської дисертації 1957 року став аналіз поширення кількох агроінновацій серед громад селища Коллінз. Ознайомлюючись із літературою до дисертації, Еверетт М. Роджерс натрапив на дослідження дифузії дитячих садків та курсів вишколу шоферів шкільних автобусів, а також дифузії антибіотика(тетрацикліну) серед лікарів. Завершивши навчання в Університеті штату Айова в 1957 році, він став викладачем сільської соціології в Університеті штату Огайо, де провів дослідження дифузії агроінновацій серед фермерів штату Огайо. Спираючись на власні аргументи щодо узагальненої моделі інновацій, він написав книгу «Дифузія інновацій», перше видання якої побачило світ у 1962 році. У цій праці він узагальнив результати завершення на той час досліджень дифузії інновацій і звів їх у загальну модель, а також висунув аргументи на користь строгішого внормування способів категоризувати впроваджувачів та концептуалізувати процес дифузій. У 1963—1964 він викладав і проводив дослідження дифузії інновації у сільських місцевостях Колумбії у статусі фулбрайтівського науковця. Повернувшись до США Еверетт М. роджерс прийняв запрошення перейти працювати на факультет комунікацій Університету штату Мічиган. Він почав вивчати дифузію інновацій, які стосувались охорони здоров'я та планування сім'ї, в Індії та поширення освітніх інновацій у державних середніх школах Таїланду.

## Спростування двоступеневої моделі
Вважається, що своє працею «Дифузія інновацій» Еверетт М. Роджерс спростував існування двоступеневої моделі і роз'яснив, яку функціонує одноступенева система передачі інформації. На його думку, двоступенева модель допомагала сконцентрувати увагу на зоні стикування мас-медійних каналів і каналів міжособистісної комунікації. Однак ця модель фактично вказувала на те, що ЗМІ були недостатньо потужні й мали не такий сильний прямий вплив, як вважали раніше. Звісно, індивід міг дізнатися про нову ідею, або через ЗМІ, або через особисті зв'язки, а потім обговорювати її з іншими членами системи. Науковець стверджував, що процес комунікації може складатись із одного кроку, коли ЗМІ достатньо сильно впливає на індивіда. І що так само вільно може відбуватись і багатоступеневий процес поширення та поглинання інформації. Тобто кожен окремий випадок виникнення нового може розповсюджуватись по-різному. На різних етапах індивідуального приймання рішення щодо інновації залучено різні джерела чи канали комунікації. Початкова двоступенева модель не визнавала різних джерел чи каналів комунікації на всіх етапах прийняття рішення щодо інновації. Відомо, що індивіди переходять від знання про інновацію до переконання, до рішення про прийняття або відхилення, до впровадження, а потім до підтвердження цього рішення. Масові канали комунікації, як ЗМІ мають найбільше знань про інновацію. А от міжособистісні мережі ліпше за всіх допомагають поширювати інновацію. Фактично Еверетт М, Роджерс говорить про те, що двоступенева модель ігнорувала часову послідовність етапів прийняття індивідуального рішення щодо інновації. Тобто неформальні лідери, яких двоступенева модель використовувала, як головний фактор поширення інформації — не є головним каналом у одноступеневій моделі Еверетта М. Роджерса.

## Дифузія інновацій
У 1941—1981 роках світ побачили 434 публікації на тему дифузії в галузі сільської соціології. Із 331 американських та європейських публікацій 36 (13 %) стосувалися Європи, а одна — Австралії. Про дифузію в країнах Латинської Америки, Африки та Азії йшлось в 103 публікаціях. Географічне прив'язання було встановлено за місцевістю, в якій дослідники збирали дані, а не за місцем публікованої праці.
На думку Еверетта М. Роджерса, дифузія інновацій — спільна проблема індивіда та організацій. Це процес, під час якого інновація з плином часу через певні канали поширюється серед членів соціальної системи. Комунікація — це процес, під час якого учасники створюють і діляться один з одним інформацією, аби досягнути взаєморозуміння. Ми уявляємо собі комунікацію як двоспрямований процес зближення, а не односпрямований, лінійний акт передавання повідомлень від одної особи до іншої з метою досягнення певного впливу. Однак науковець наголошує, що подія є лише частиною загального процесу, в рамках якого відбувається обмін інформацією між двома особами. Еверетт М. Роджерс мав власне пояснення дифузії.
Дифузія — це особливий тип комунікації, в якому передаване повідомлення стосується нової ідеї. Це різновид соціальної зміни в структурі та функціях соціальної системи. Коли нові ідеї винаходять, поширюють і приймають чи відкладають, відбувається соціальна зміна. Будь-яка дифузія має місце лише у соціальній системі, яка і визначає приймати, чи зректись її. Соціальна система- множина взаємопов'язаних одиниць, залучених до спільного розв'язання проблем задля досягнення спільної мети. Дифузія відбувається саме всередині неї. Причина відмінностей вибору ховається у природі соціальної системи. Норми — усталені схеми поведінки членів соціальної системи. Вони допомагають зрозуміти поетапність впровадження інновації та сприйняття їх соціумом.
Для своєї успішності інновація потребує чотири основні елементи:
- Інновація
- Канали
- Час
- Члени соціальної системи

У своїй книзі Еверетт М. Роджерс тлумачить дифузію таким чином: «Дифузія — процес, під час якого (1) інновація (2) поширюється через певні канали (3) з плином часу (4) серед членів соціальної системи». Також автор зазначає, що новизна інновації не обов'язково передбачає нове знання. За суттю, для нього інновація — це ідея, практика чи об'єкт, що їх індивід або інший суб'єкт впровадження сприймає як новий. Часовий вимір відіграє важливу роль у аспекті прийняття дифузії:
- Людина збирається прийняти чи відкинути інновацію.
- Як швидко людина освоює інновацію у порівнянні із іншими?
- В темпах упровадження інновації в системі (скільки людей її прийняло).

Взагалі, ступінь інновативності та розподіл членів системи за категоріями впроваджувачів спираються саме на те, скільки часу минає до моменту впровадження інновації.
Для того, аби будь-яка дифузія була прийнята спільнотою потрібно виробити технологію її впровадження. За Евереттом М. Роджерсом, технологія — це проект інструментальної дії, який зменшує невизначеність причинних зв'язків на шляху до досягнення бажаного результату. Вона складається зі двох компонентів:
- Апаратної частини (hardware) — пристрій, який втілює технологію як матеріальний об'єкт
- Інформаційна частина (software) — інформаційна база цього пристрою.

Проте технологія може складатись з інформації — це може бути, наприклад, політична філософія, релігійна ідея, новина або політика. Такі суто ідейні інновації мають порівняно нижчий рівень спостережуваності, а відтак повільніші темпи впровадження. Технологія виступає як засіб зменшення невизначеності, що його уможливлює інформація про причини зв'язки, на яких побудована ця технологія. Приймання рішення щодо інновації — це, по суті, інформаційно-пошукова й інформаційно-опрацювальна діяльність, до здійснення якої індивіда спонукає бажання зменшити невизначеність щодо переваг та вад інновації. Якщо інновацію означають як суб'єктивно нову ідею, то на питання про межі мають відповідати потенційні впроваджувачі, які в цьому випадку є суб'єктами сприймання.

## S-подібна крива впровадження
У своїй головній праці Еверетт М. Роджерс стверджує, що впровадження інновації зазвичай відбувається за дзвоноподібною кривою нормального розподілу, якщо графік будувати на основі частотності. Якщо ж відкладати на графіку кумулятивну кількість впроваджувачів, то він набуває форми S-подібної кривої. На початку, коли за кожен наступний відтинок часу з'являється лише кілька нових впроваджувачів. S-подібна крива розподілу впроваджувачів зростає повільно. Далі крива досягає максимальної крутизни, аж поки половина індивідів у системі не впроваджують інновацію. Після цього крива зростає все плавніше, бо все менше індивідів впроваджують інновацію. S-подібна крива відбиває нормальний розподіл. Чимало людських рис адекватно розподілені — незалежно від того, чи стосуються вони людського тіла, чи поведінки. Тому така змінна, як інновативність, також має бути нормально розподілена. Якщо на кривій пізнання індивіда замінити соціальною системою, то його досвід роботи із інновацією буде зростати з кожним наступним впровадженням. Відомо, що впровадження інновацій відбувається завдяки обміну інформацією через міжособистісні мережі. Так, наприклад, перший впроваджувач інновації говорить ще з двома, а вони передають нову інформацію далі, то вибудовується графічна побудова низки послідовних генерацій. S-подібна крива дифузії різко йде вгору, коли активізуються міжособистісні мережі, через які суб'єктивні індивідуальні оцінки інновації поширюються між членами системи, які перебувають приблизно на однаковому рівні. Після впровадження дальшу дифузію нової ідеї зупинити буває неможливо, навіть якщо хтось і захотів би це зробити.

## Типи інноваторів
Еверетт М. Роджерс створив систему із п'яти категорій впроваджувачів і назвав їх «ідеальними типами». За його словами, ідеальні типи спираються на абстракції, виведені з емпіричних досліджень. Між цими категоріями нема розривів, але всі вони мають певні характерологічні особливості.
1. Новатори — сміливі люди, які майже одержимі ризиком.
2. Ранні впроваджувачі — інтегрована частина соціальної системи, ніж новатори.
3. Рання більшість — впроваджує нові ідеї переди тим, як це зробить середньостатистичний член системи.
4. Пізня більшість — прийме інновацію лише після того, як це зробить середньостатистичний член системи.
5. Забари — їм не властиве неформальне лідерство і вони останніми приймають інновацію.

Неформальні лідери дещо космополітичні і мають вищий соціально-економічний статус. Вони інновативніші за інших і перебувають у центрі міжособистісних комунікативних мереж. Комунікативна мережа складається із взаємопов'язаних індивідів, поєднаних структурованими потоками інформації.
Агенти змін — індивід, який впливає на процес прийняття рішення щодо інновацій так, як цього бажає агентство поширення змін. Зазвичай це професіонали, які мають університетську освіту і технічній галузі.
Помічник — особа з нижчим рівнем вишколу, яка контактує з клієнтами, аби вплинути на їх рішення щодо прийняття інновації.

## Канали комунікації
Власне, сама дифузія на думку науковця продукує інакший канал комунікації.
Дифузія — це особливий тип комунікація, під час якого передають повідомлення про нову ідею. Суть у передаванні інформації про нову ідею від одного індивіда до одного чи більше. Канал комунікації — засіб передавання повідомлення від одного індивіда до іншого. Мас-медійні канали — це всі засоби передавання повідомлень, в яких фігурують засоби масової комунікації, як-от радіо, телебачення, преса, тощо, що дає змогу одному чи більше індивідам звертатись до широкої аудиторії. Між особистісні канали ефективніші, коли йдеться про те, щоб переконати індивіда прийняти нову ідею. Більшість людей спирається на суб'єктивну думку інших людей, які вже отримали досвід цієї інновації. Гомофілія і ефективна комунікація породжують одна одну. Гомофілія — подібність двох чи більше індивідів, які взаємодіють між собою, за певними параметрами, як-от переконання, освіта, соціально-економічний статус. Що гомофільніші два індивіда, то ефективнішою буде комунікація між ними. Це явище діє як невидимий бар'єр поширення інновацій у межах системи. Міжособистісні дифузійні мережі переважно гомофільні. Мережа поширення новацій у гомофілійних стосунках — горизонтальна. Це означає, що у сприятливому колі людей нова інформація розповсюджуватиметься головним чином у ньому і не потребує головного реципієнта. Одна з найвиразніших проблем дифузії іновацій полягає в тім, що її учасники, як правило, досить гетерофільні.

## Характеристики інновацій у сприйняті індивідів
Отож, коли Еверетт М. Роджерс визначив п'ять нових типів споживачів інновацій, то виникли і особливості сприйняття нової інформації ними. Коли інновація вже існує, для її поширення повинна відбутися комунікація. Особливу вагу мають відносна перевага та сумісність.
- Відносна перевага — що більша перевага інновації у сприйнятті індивідів, то швидшим будуть темпи її впровадження.
- Сумісність — це сприйняття інновації як такої, що відповідає наявним цінностям, почерпнутому з минулого досвіду та потребам потенційних впроваджувачів.
- Складність — сприйняття інновації як важкої до зрозуміння й використання.
- Випробовність — це придатність інновації до обмеженого експериментування. Нові ідей, з якими можна експериментувати по частинах, загалом прищеплюються швидше, ніж неподільні інновації.
- Спостережуваність — ступінь видноти результатів інновації. Що легше індивіду побачити результат інновації, то більше шансів на її впровадження. Скупчення видних інновацій — один із доказів важливості спостережливості.

Крім того, науковець визначив, що існує 5 кроків у прийнятті інновативних рішень.
- Знання — зменшення невизначенності вад і переваг інновації
- Переконання — важливим стає ситуація безпосереднього використання інновації. Мас-медійні канали не надто важливі на цьому етапі, бо вони транслюють повідомлення загального змісту.
- Рішення — тривалість відтинку часу, потрібного для проходження етапів приймання рішення щодо інновації.
- Проведення
- Підтвердження

Опісля реалізації цих кроків виникли типи інновативних рішень.
Інновативністю Еверетт М. Роджерс називає властивість, яка вказує на те, наскільки рано стосовно інших членів системи індивід чи інший суб'єкт впровадження приймає нові ідеї. Якщо індивід подібний до більшості, то він бере інновації із міжособистісного спілкування. Третій тип рішень ефективніший за інші. Далі йдуть факультативні.
- Факультативне — прийняти чи відмовитись від інновації, що його індивід приймає незалежно від рішень системи. Індивід, а не соціальна система, є основним суб'єктом її ухвалення.
- Колективне рішення — шляхом досягнення консенсусу між членами системи.
- Авторитарне — його ухвалюють порівняно мало членів соціальної системи[3].

## Дифузія новин протерористичні атаки 11 вересня 2001 року
На прикладі дослідження трагічних подій в Нью-Йорку, Еверетт М. Роджерс дослідив, як люди споживали і передавали нову інформацію. Повідомлення ЗМІ стимулюють міжособистісну комунікацію, яка своєю чергою спонукає до змін у ставленні та зовнішній поведінці. Теракти мали на меті вселити жах, і опитування мешканців Альбукерку (штат Нью-Мексико) показало, що терористам це вдалося. Їхні атаки також спричинили до потужного сплеску патріотизму: люди вивішували національні прапори вдома, на роботі і на власних автомобілях. ЗМІ присвячували цілі ефіри розповідям про ці події, а люди, немов не помічали цього і зовсім не втомлювались від такого потоку, хоча відбувались і нові жахаючі події: бомбардування Афганістану, загроза поширення сибірки відеозаписи звернення Осами бен Ладена та висадження військових сил спеціального призначення в Афганістані. Перші атаки терористів на Всесвітній торговельний центр припали на 6:46 ранку за місцевим часом Альбукерку (що відрізняється на дві години від часу в Нью-Йорку та Вашингтоні). Із 127 опитаних респондентів між 6:00 та 7:00 знали про новину 7 %, а далі їх частка різко зростала: 7:00 — 8:00 — 34 %, 8:00 — 9:00 — 70 %, 9:00 — 10:00 — 92 %. До півдня про трагедію знали 120 із 121 осіб. Швидку дифузію цієї новини пояснює її виняткова важливість для респондентів та її повне домінування на радіо та телебаченні. Люди прагнули поділитись інформацією про терористичні акти, і міжособистісна комунікація грала важливу роль у поширенні цієї новини, особливо для людей, яких вона досягла пізніше вранці. Близько 69 % опитаних (88 із 127) розповіли про теракт ще комусь — загалом 418 іншим особам (в середньому по 4,8 особи). Коло 80 % із цих 88 респондентів передали новину 1-4 іншим особам, а двоє повідомили понад 50 осіб.